# Среднее время по Гринвичу
| светло-синий   | западноевропейское время / среднее время по Гринвичу (UTC+0)                                                                        |
| синий          | западноевропейское время / среднее время по Гринвичу (UTC+0) западноевропейское летнее время / ирландское стандартное время (UTC+1) |
| красный        | центральноевропейское время (UTC+1) центральноевропейское летнее время (UTC+2)                                                      |
| жёлтый         | восточноевропейское время / калининградское время (UTC+2)                                                                           |
| хаки           | восточноевропейское время (UTC+2) восточноевропейское летнее время (UTC+3)                                                          |
| светло-зелёный | московское время / турецкое время (UTC+3)                                                                                           |
| светло-голубой | азербайджанское время / армянское время / грузинское время / самарское время (UTC+4)                                                |

| чёрный  | UTC-1: Время Кабо-Верде.                                                                                                  |
| зелёный | UTC: Западноевропейское время · Среднее время по Гринвичу.                                                                |
| синий   | UTC+1: Центральноевропейское время · Западноафриканское время · Западноевропейское летнее время.                          |
| красный | UTC+2: Восточноевропейское время · Центральноафриканское время · Западноафриканское летнее время · Южноафриканское время. |
| жёлтый  | UTC+3: Восточноевропейское летнее время · Восточноафриканское время.                                                      |
| серый   | UTC+4: Маврикийское время · Сейшельское время.                                                                            |

Сре́днее вре́мя по Гри́нвичу (англ. Greenwich Mean Time, GMT), или гри́нвичское время — среднее солнечное время меридиана, проходящего через прежнее место расположения Гринвичской обсерватории близ Лондона.
Ранее, до 1972 года, гринвичское время, GMT, считалось точкой отсчёта времени в других часовых поясах. Ныне в этом качестве используется всемирное координированное время (UTC).
Иногда в русскоязычной метрологии GMT обозначают как ГСВ, расшифровывая это как «гринвичское (или географическое) среднее время».

## История

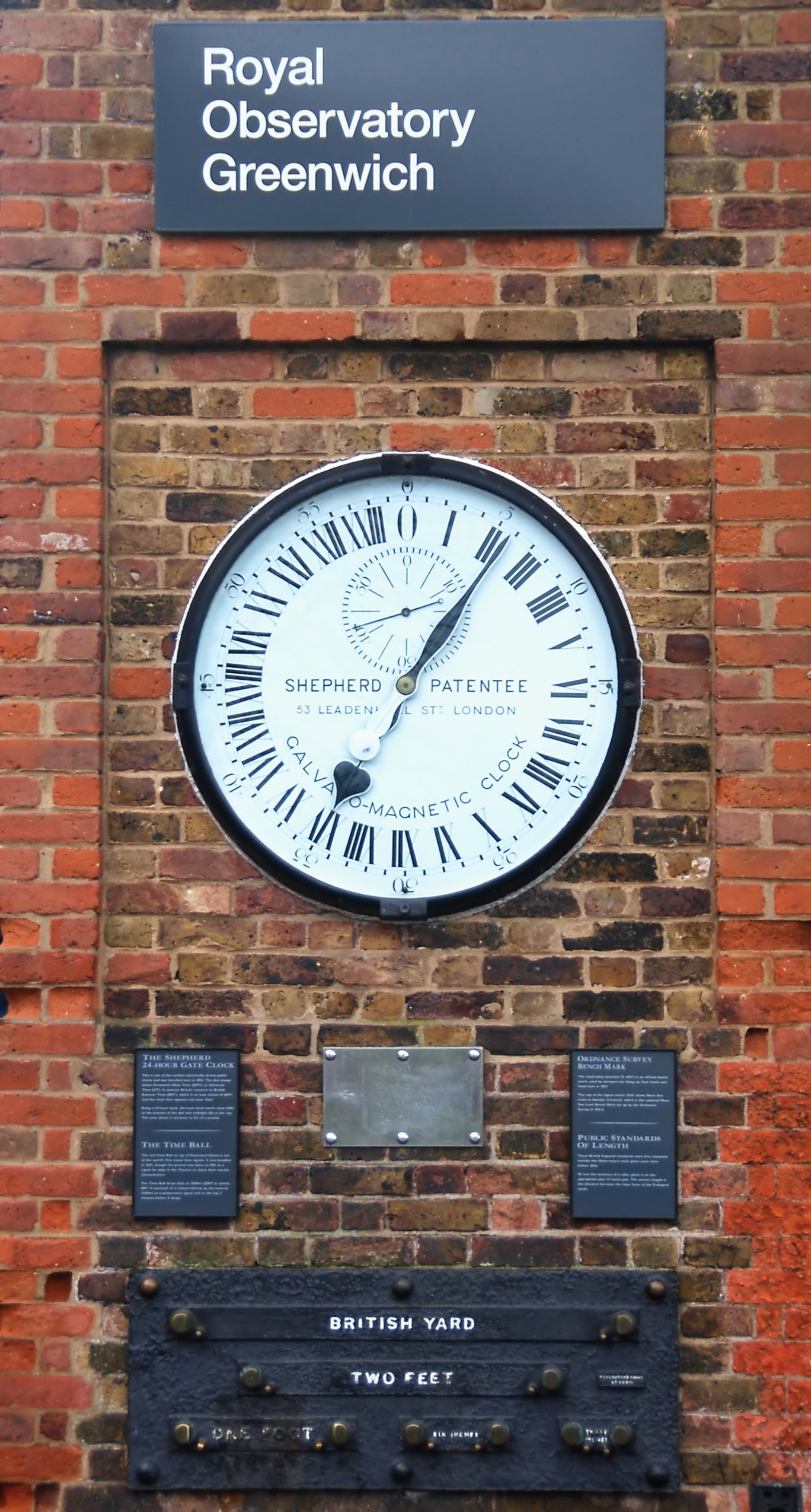
Часы, расположенные на воротах Гринвичской Королевской обсерватории, постоянно показывают среднее время по Гринвичу.

В то время, как Великобритания становилась великой морской державой, британские мореплаватели всегда держали с собой хронометры по гринвичу, чтобы вычислять свою долготу от гринвичского меридиана, которому в 1884 году Международной меридианной конференцией была присвоена нулевая долгота. Синхронизация хронометров по гринвичу не влияла на корабельное время, которое всё ещё соответствовало солнечному. Однако, это в сочетании с тем, что мореплаватели других стран использовали метод определения лунных расстояний Невила Маскелайна, основанный на наблюдениях в Гринвиче, привело к тому, что гринвичское время стало использоваться во всем мире в качестве стандартного времени, независимого от местоположения. На его основе были созданы большинство других часовых поясов путём смещения на несколько часов (иногда на половину или четверть часа).
Среднее время по Гринвичу было введено на всём острове Великобритания Железнодорожной расчётной палатой в 1847 году, а на следующий год — почти всеми железнодорожными компаниями. Оно постепенно вводилось и для других целей, но в 1858 году судебным решением официальным было признано среднее местное время. 14 мая 1880 года в «Таймс» появилось письмо «Секретарь суда», в котором говорилось: «время по Гринвичу теперь установлено почти по всей Англии, но, похоже, оно не является официальным. Например, наши избирательные участки были открыты, скажем, в 8 часов 13 минут и закрыты в 4 часа 13 минут». В результате, в 1880 году, время по Гринвичу было установлено в качестве официального по всей Великобритании. GMT было принято на Острове Мэн в 1883 году, на Джерси в 1898 году и на Гернси в 1913 году. В Ирландии GMT было принято вместо Дублинского времени в 1916 году. 5 февраля 1924 года в 17:30:00 UTC из Гринвичской обсерватории коротковолновой радиостанцией был впервые транслирован почасовой сигнал проверки времени, что сделало использовавшийся до этого шар времени в обсерватории ненужным.
Ежедневное вращение Земли нерегулярно (см. ΔT) и имеет тенденцию к замедлению; поэтому атомные часы представляют собой гораздо более стабильную основу отсчёта времени. 1 января 1972 года вместо GMT в качестве международного гражданского стандарта времени было утверждено всемирное координированное время (UTC), поддерживаемое множеством атомных часов по всему миру. Термин универсальное время (UT), введённый в 1928 году, первоначально обозначал среднее время по Гринвичу, определяемое традиционным способом, согласующимся с первоначально определённым универсальным днём; с 1 января 1956 года (по решению IAU в Дублине в 1955 году, по инициативе Уильяма Марковица) эта «сырая» форма UT была перемаркирована как UT0 и заменена усовершенствованными формами UT1 (UT0 с учётом полярного блуждания) и UT2 (UT1 с учётом ежегодных сезонных колебаний скорости вращения Земли).

Действительно, даже сам Гринвичский меридиан уже не совсем такой, каким он был раньше, — он определяется «центром транзитного прибора в Гринвичской обсерватории». Хотя этот прибор все еще находится в рабочем состоянии, он больше не используется, и теперь исходный меридиан для определения долготы и времени в мире определяется не строго в материальной форме, а на основе статистического решения, полученного в результате наблюдений на всех станциях определения времени, которые МБМВ принимает во внимание при координации сигналов мирового времени. Тем не менее, линия во дворе старой обсерватории сегодня отличается не более чем на несколько метров от той воображаемой линии, которая сейчас является нулевым меридианом земного шара.Оригинальный текст (англ.)Indeed, even the Greenwich meridian itself is not quite what it used to be—defined by "the centre of the transit instrument at the Observatory at Greenwich". Although that instrument still survives in working order, it is no longer in use and now the meridian of origin of the world's longitude and time is not strictly defined in material form but from a statistical solution resulting from observations of all time-determination stations which the BIPM takes into account when co-ordinating the world's time signals. Nevertheless, the line in the old observatory's courtyard today differs no more than a few metres from that imaginary line which is now the prime meridian of the world.
— Хоуз, Д. (1997). Гринвичское время и долгота. Лондон: Филип Уилсон.

## Неоднозначность определения GMT
Исторически сложилось так, что для нумерации часов по Гринвичу использовались два различных стандарта. Согласно древнему астрономическому правилу, восходящему к трудам Птолемея, полдень принимается за ноль часов (см. Юлианский день). С другой стороны, по гражданскому обычаю, восходящему ко временам Древнего Рима, началом суток считается полночь. Последний стандарт был принят в астрономических целях 1 января 1925 года, что привело к разрыву в 12 часов. Это привело к тому, что в альманахах 1924 года можно обнаружить нестандартную дату «31.5 декабря по Гринвичу», которая в альманахах 1925 года значится уже как «1.0 января по Гринвичу». Для обозначения времени по старому астрономическому стандарту, отличному от GMT на 12 часов, был введен термин «Среднее астрономическое время по Гринвичу» (GMAT). В UT и UTC такой двусмысленности нет, в них нулевым часом всегда считается полночь.